# Pedro Pinho
Pedro Pinho (* 1977 in Lissabon) ist ein Filmproduzent, Filmregisseur und Kameramann des portugiesischen Films. Auch als Drehbuchautor, Filmeditor und an anderen Stellen der Filmproduktion ist er tätig.

## Werdegang
Er studierte Kamera und Regie an der Filmhochschule Escola Superior de Teatro e Cinema in seiner Heimatstadt Lissabon, wo er seinen ersten Kurzfilm drehte. Von 2001 bis 2002 absolvierte er einen Studiengang an der École Louis-Lumière in Paris, in dessen Rahmen er den Kurzfilm Perto drehte.
2005 nahm er an dem erstmals auch für die Filmkunst geöffneten Kreativprogramm Programa Criatividade e Criação Artística der Gulbenkian-Stiftung teil, und er drehte dort mit No Início einen weiteren Kurzfilm. Von 2005 bis 2006 nahm er zudem am Regie- und Drehbuchkurs der London Film School an der Gulbenkian-Stiftung teil.
Seine erste Filmproduktionsgesellschaft gründete er 2006, die Patê Filmes, zusammen mit Luísa Homem und Maria Mire. Seither arbeitete er als Kameramann und Produzent. Regie führte er erstmals 2008, zusammen mit Frederico Lobo, beim abendfüllenden Bab Sebta, ein Dokumentarfilm über die Fluchtbewegungen in die EU. Dafür bekam er seine ersten Filmpreise, darunter beim FID Marseille 2008, wo der Film Premiere feierte, beim Doclisboa 2008 und beim brasilianischen Fórum Doc BH.
2008 gehörte Pinho zu den Gründern der aus der Fusion mehrerer Firmen entstandenen Produktionsfirma Terratreme, zusammen mit Luísa Homem, Tiago Hespanha, Leonor Noivo, João Matos und Susana Nobre. Über die Terratreme war er seither an der Entstehung zahlreicher Filme beteiligt, sowohl Kurzfilme als auch Langfilme und sowohl Spielfilme als auch Dokumentationen.
Sein erster abendfüllender Spielfilm Um Fim do Mundo, über Jugendliche an einem Tag am Strand, feierte auf der Berlinale 2013 seine Premiere (in der Sektion Generation 14plus). Er war auch für einige portugiesische Filmpreise nominiert und wurde bei den Caminhos do Cinema Português zweifach ausgezeichnet.
Seine 2017 erschienene sozialkritische Tragikomödie A Fábrica de Nada, eine Adaption von Judith Herzbergs Theaterstück De niets-fabriek von 2001, nimmt Bezug auf die tiefe und sozial schwerwiegende Wirtschaftskrise im Land, in Folge der ab 2010 eingesetzten Eurokrise. Der Film gewann eine Vielzahl Preise, darunter den FIPRESCI-Preis beim Filmfestival Cannes 2017, in Portugal u. a. die Prémios Sophia in mehreren Kategorien, in Deutschland erhielt er den CineVision-Preis beim Filmfest München 2017.
2018 wurde Pedro Pinho als bester Regisseur mit dem Nachwuchspreis Prémios Nico der Portugiesischen Filmakademie ausgezeichnet.
Danach war er vor allem als Produzent aktiv und produzierte eine Vielzahl Kurz- und Langfilme. Darunter war das prämierte Kriegsdrama Nação Valente (internationaler Titel: Tommy Guns) von Regisseur Carlos Conceição, das in den Wirren zwischen dem ausklingenden Portugiesischen Kolonialkrieg und dem ausbrechenden Bürgerkrieg in Angola in der angolanischen Heimat des Regisseurs spielt. Mit João Arrais und Anabela Moreira in den Hauptrollen, wurde der Film beim Locarno Film Festival als bester europäischer Film und mit dem Preis der Jugendjury ausgezeichnet und war bei einer Vielzahl weiterer internationaler Filmfestivals für Preise nominiert, u. a. nacheinander beim Belfast Film Festival, beim Cork International Film Festival, dem Leeds International Film Festival, dem LEFFEST, dem Seville European Film Festival, der Mostra Internacional de Cinema de São Paulo und dem Internationalen Filmfestival Thessaloniki (alle 2022).

## Filmografie
| - 2016: Setembro (Kurzfilm); Regie: Leonor Noivo - 2016: Ascensão (Kurzfilm); Regie: Pedro Peralta - 2016: Ama-San – Die Frauen des Meeres (Ama-San), Doku.; Regie: Cláudia Varejão - 2017: High Cities of Bone (Altas Cidades de Ossadas); Regie: João Salaviza - 2017: Tudo o Que Imagino Doku., Kurzfilm, Regie: Leonor Noivo - 2017: A Fábrica de Nada; (auch Regie und Drehbuch) - 2017: Cidade, auch Regie (mit Leonor Noivo, Filipa Reis und João Miller Guerra) und Drehbuch - 2017: Nyo Vweta Nafta (Kurzfilm); Regie: Ico Costa - 2017: Tudo o que Imagino (Kurzfilm); Regie: Leonor Noivo - 2018: Ordinary Time (Tempo Comum); Regie: Susana Nobre - 2018: Djon Africa; Regie: João Miller Guerra und Filipa Reis (auch Drehbuch) - 2018: Nevoeiro (Kurzfilm); Regie: Daniel Veloso - 2018: Campo, Doku.; Regie: Tiago Hespanha - 2019: Napolju Cvetaju Narandže (Kurzfilm); Regie: Nevena Desivojević - 2019: Suzanne Daveau; Regie: Luísa Homem - 2019: Ave Rara; Regie: Vasco Saltão - 2019: Batida de Lisboa, Doku.; Regie: Rita Maia und Vasco Viana - 2019: Raposa, Doku., Kurzfilm; Regie: Leonor Noivo - 2019: Outside the Oranges Are Blooming, Doku., Kurzfilm; Regie: Nevena Desivojevic - 2019: Destiny Deluxe, Kurzfilm; Regie: Diogo Baldaia - 2019: Alva (Kurzfilm); Regie: Ico Costa - 2020: Catavento (Kurzfilm); Regie: João Rosas - 2020: Noite Perpétua (Kurzfilm); Regie: Pedro Peralta - 2021: Madrugada (Kurzfilm); Regie: Leonor Noivo - 2021: Genesis 22 (Kurzfilm); Regie: Edgar Feldman - 2022: Heitor Sem Nome, Kurzfilm; Regie: Vasco Saltão - 2022: Nação Valente; Regie: Carlos Conceição - 2022: Raticida (Kurzfilm); Regie: João Niza Ribeiro - 2022: Uma Rapariga Imaterial (Kurzfilm); Regie: André Godinho - 2022: Morada; Regie: Eva Ângelo - 2023: Cidade Rabat - 2023: Astrakan 79 - 2025: O Riso e a Faca | - 2001: 6 Minutos (Kurzfilm) - 2004: Feliz Aniversário (Kurzfilm) - 2004: Perto (Kurzfilm) - 2005: No Início (Kurzfilm) - 2008: Bab Sebta (mit Francisco Lobo), Dokumentarfilm - 2013: Um Fim do Mundo, Spielfilm - 2014: As Cidades e as Trocas (mit Luísa Homem), Dokumentarfilm - 2017: A Fábrica de Nada - 2017: Cidade (mit Leonor Noivo, Filipa Reis und João Miller Guerra), auch Drehbuch und Produzent - 2025: O Riso e a Faca - 2003: A Imitação (Kurzfilm); Regie: Saguenail - 2008: Bab Sebta (Dokumentarfilm); auch Regie (mit Francisco Lobo) - 2009: Pedro Calapez - Trabalhos do Olhar (Doku.); Regie: Luís Miguel Correia - 2009: MHM - Manuel Hermínio Monteiro (Doku.); Regie: André Godinho - 2011: Lisboa-Provincia (Kurzfilm); Regie: Susana Nobre - 2012: La chambre jaune (Kurzfilm); Regie: André Godinho - 2013: Um Fim do Mundo; auch Regie - 2014: Ponto Morto (Kurzfilm); Regie: André Godinho - 2014: As Cidades e as Trocas (Dokumentarfilm); auch Regie (mit Luísa Homem) und Drehbuch - 2016: No Trilho dos Naturalistas: Angola (Dokumentarfilm); Regie: André Godinho - 2016: No Trilho dos Naturalistas: São Tomé e Príncipe (Dokumentarfilm); Regie: Tiago Hespanha und Luisa Homem - 2019: Soleil Noir (Kurzfilm); Regie: Maureen Fazendeiro - 2017: Cidade, auch Regie (mit Leonor Noivo, Filipa Reis und João Miller Guerra) und Produzent - 2012: Cama de Gato (Doku.); Regie: João Miller Guerra und Filipa Reis (auch Produzent) - 2013: Fragmentos de uma observação participativa (Kurzfilm); Regie: Filipa Reis und João Miller Guerra - 2013: Triângulo (Doku.); Regie: Juliana Borges, Fradique und João Miller Guerra - 2014: As Cidades e as Trocas (Dokumentarfilm); auch Regie (mit Luísa Homem) und Kamera - 2017: A Fábrica de Nada; auch Regie und Produzent - 2018: Djon Africa; Regie: João Miller Guerra und Filipa Reis; auch Produzent |